# Tersilochus nitens
Tersilochus nitens är en stekelart som beskrevs av Horstmann och Kolarov 1988. Tersilochus nitens ingår i släktet Tersilochus och familjen brokparasitsteklar. Inga underarter finns listade i Catalogue of Life.